# Bubaque
Bubaque – miasto w Gwinei Bissau; w Archipelagu Bijagos; w regionie Bolama; 10 tys. mieszkańców (2006). Posiada połączenie promowe z Bissau i lądowisko dla helikopterów.